# 폴라 호킨스 (작가)
폴라 호킨스(Paula Hawkins, 1972년 8월 26일 ~ )는 영국의 소설가이다. 2015년 소설 《걸 온 더 트레인》으로 잘 알려져 있다.